# 귀밝이술
귀밝이술은 음력 정월 대보름 날 아침 일찍이 마시는 술이다. 이명주(耳明酒)라는 이름 외에 명이주(明耳酒)·총이주(聰耳酒)·치롱주(治聾酒)·청이주(聽耳酒)라고도 한다. 따끈하게 데우지 않은 청주 한 잔을 마시면 귀가 밝아지는 것은 물론 한 해 동안 좋은 일이 많이 생긴다고 한다. 어른 말씀을 잘 들으라는 뜻에서 아이들에게 먼저 마시게도 하는데, 맑은 술일수록 귀가 더 밝아진다고 한다.

## 같이 보기
- 도소주
- 부럼
- 이굳히산적

## 참고 문헌
- 이 문서에는 다음커뮤니케이션(현 카카오)에서 GFDL 또는 CC-SA 라이선스로 배포한 글로벌 세계대백과사전의 내용을 기초로 작성된 글이 포함되어 있습니다.